# 洪聲遠
洪聲遠（1540年—1608年），字子實，號肖岩，順天府和陽衛軍籍，浙江黃巖縣人，明朝政治人物。

## 生平
順天府鄉試第七十六名舉人。隆慶五年（1571年）中式辛未科會試第二百五名，三甲第三百零八名進士。吏部觀政，授中书舍人，萬曆四年（1576年）丁憂。八年复除原官，十年六月选授江西道御史，巡按辽东，十二年巡按山西，十四年回道管事，差巡视寿宫工程。十六年九月候补五品京堂推用，十月升大理寺右寺丞，仍兼原职监工。十八年六月以寿宫完工，升大理寺右少卿，十九年九月被給事中钟羽正弹劾，调南京用。三十六年四月卒。

## 家族
曾祖洪慶；祖父洪瑛；父洪倫，母谷氏；繼母邢氏。